# Love Me (Lena Meyer-Landrut)
Love Me è un singolo della cantante pop tedesca Lena Meyer-Landrut, pubblicato il 13 marzo 2010 da Universal.

## Il disco
È incluso nell'album d'esordio dell'artista, My Cassette Player, pubblicato il 7 maggio 2010.
Questo brano, scritto da Lena Meyer-Landrut e Stefan Raab, è stato presentato alla trasmissione Unser Star für Oslo 2010 insieme ai brani Satellite e Bee. Il singolo ha fatto il suo debutto alla quarta posizione della classifica tedesca, ma è scomparso dalla classifica 12 settimane dopo. Ha avuto un discreto successo anche in Austria e in Svizzera.

## Tracce
Download digitale
1. Love Me – 2:59

CD
1. Love Me
2. Satellite
3. Bee

Durata totale: 0:00

## Classifiche
| Classifica (2010) | Posizione massima |
| ----------------- | ----------------- |
| Austria           | 28                |
| Germania          | 4                 |
| Svizzera          | 39                |